# 切蒂斯格尔邦
切蒂斯格尔邦（切蒂斯格尔语／印地语：छत्तीसगढ़，拉丁字母转写：Chhattisgarh，發音：[ˈtʃʰət̪ːiːsgəɽʱ]），又译恰蒂斯加尔邦、查蒂斯加尔邦，是位于印度中部的一个行政邦，它于2000年11月1日从中央邦脱离，成为印度的第26个邦，全国第十大邦，首府为赖布尔。“切蒂斯格尔”一词的印地语直译为“36个部落”，意指古代此处的36个部落。
切蒂斯格尔邦西北部与中央邦接壤，西部与马哈拉施特拉邦接壤，南部与安得拉邦接壤，东部与奥里萨邦接壤，东北部和北部分别与贾坎德邦和北方邦接壤。
切蒂斯格尔语作为该邦官方语言之一，是印欧语系的一个重要分支，亦是切蒂斯格尔邦的主要语言。许多语言学家将其视为印地语在当地的一种演化方言；此外在切蒂斯格尔邦的一些山区也聚居有许多讲達羅毗荼語系的岡德人；在切蒂斯格尔邦北部的少部分地区也通用蒙達語族的一些方言。

## 地理
切蒂斯格尔邦的北部为广阔的印度河恒河平原，恒河的支流里汉德河（Rihand）流经这个区域。索德布尔山脉（Satpura Range）的东端和焦达讷格布尔高原的西端东西贯穿将默哈讷迪河（Mahanadi River）盆地从印度河恒河平原分割而出。邦中部是富饶的默哈讷迪河及其支流平原，土地肥沃，是广阔的稻米种植区。邦南部位于哥达瓦里河与其直流印德拉瓦提河（Indravati River）交汇处的德干高原。全邦的森林覆盖率为44％。
印度最大河流之一的默哈讷迪河发源于切蒂斯格尔邦，邦内另有赫斯多河（Hasdo，默哈讷迪河的一个支流）、汉德河、因德勒瓦蒂河（Indravati）、琼克河（Jonk）和阿帕河（Arpa）等其他的主要河流。
切蒂斯格尔邦的南部和北部多是山丘地带，中部以平原为主，气候为典型的印度中部气候。

## 政治
切蒂斯格尔邦北部和南部活动着一个反叛武装团体，纳萨尔派，该组织主张通过农民武装斗争夺取政权，并在一些偏远地区建立了对立政府。
此外，该邦有为数众多的无党派者和4个主要政治党派。
- 印度人民党，当前（2013年）为切蒂斯格尔邦立法会多数党；
- 印度国大党；
- 社会民主党（Bahujan Samaj Party）；
- 冈瓦那党（Gondwana Party）。

## 行政区划

切蒂斯格尔邦地圖

從中央邦分置時，切蒂斯格尔邦划分为16个县（जिला），分别为：
| 县名       | 天城体      | 拉丁字母转译   |
| ---------- | ----------- | -------------- |
| 巴斯塔     | बस्तर जिला     | Bastar         |
| 比拉斯布尔 | बिलासपुर जिला    | Bilaspur       |
| 丹德瓦达   | दन्तेवाड़ा जिला    | Dantewada      |
| 达姆塔里   | धमतरी जिला     | Dhamtari       |
| 杜尔格     | दुर्ग जिला      | Durg           |
| 詹吉查姆帕 | जांजगीर-चम्पा जिला | Janjgir-Champa |
| 贾谢普尔   | जशपुर जिला     | Jashpur        |
| 坎克尔     | कांकेर जिला      | Kanker         |
| 卡瓦达     | कवर्धा जिला     | Kawardha       |
| 科尔巴     | कोरबा जिला      | Korba          |
| 科里亚     | कोरिया जिला      | Koriya         |
| 马哈萨门德 | महासमुन्द जिला   | Mahasamund     |
| 赖加尔     | रायगढ जिला     | Raigarh        |
| 赖浦尔     | रायपुर जिला     | Raipur         |
| 拉吉南德冈 | राजनांदगांव जिला   | Rajnandgaon    |
| 苏古贾     | सरगुजा जिला     | Surguja        |

2007年增設2縣，2012年再增設9縣，合計27縣。

## 軍事動盪

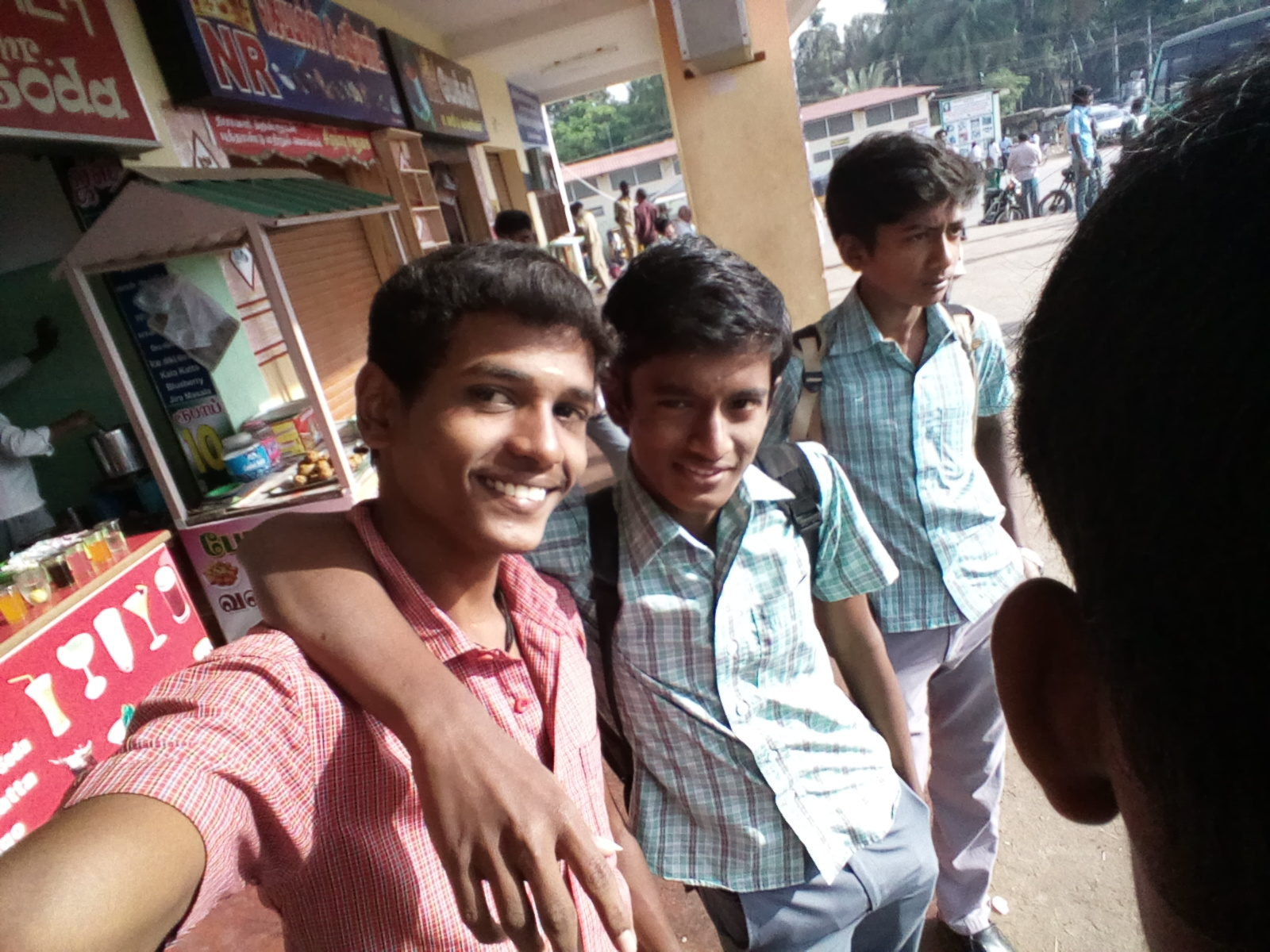
詹吉查姆帕县

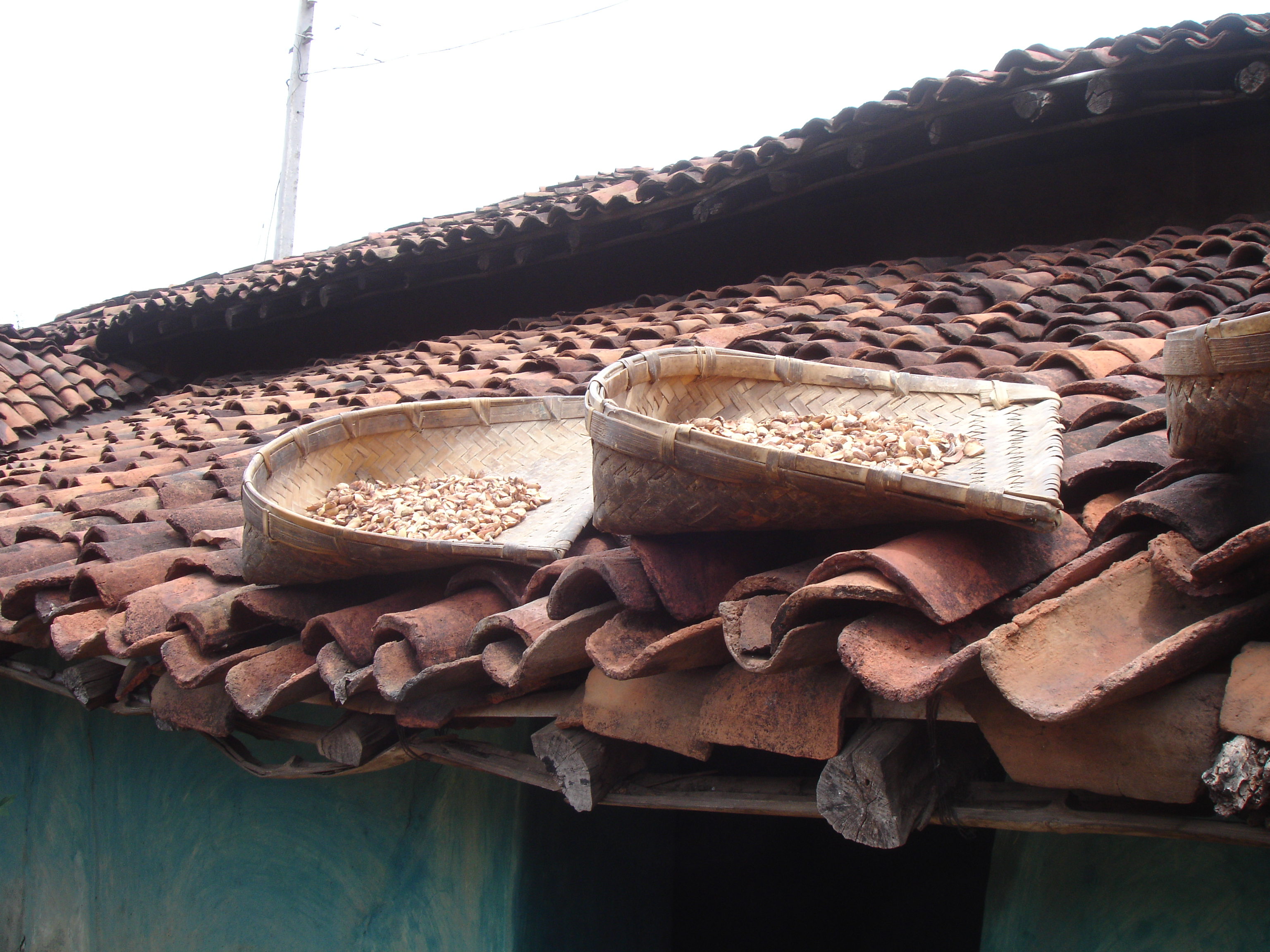
利用屋頂陽光高溫殺菌的習俗

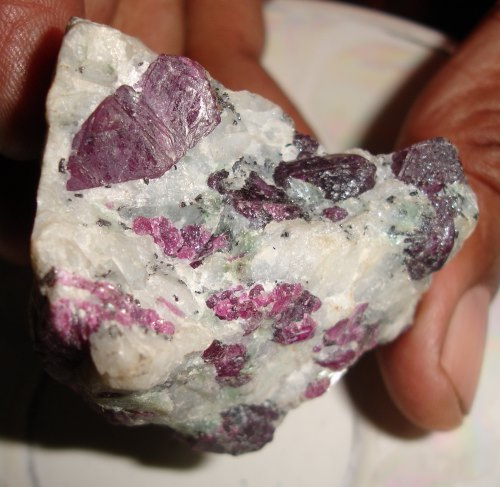
出產的雲母礦

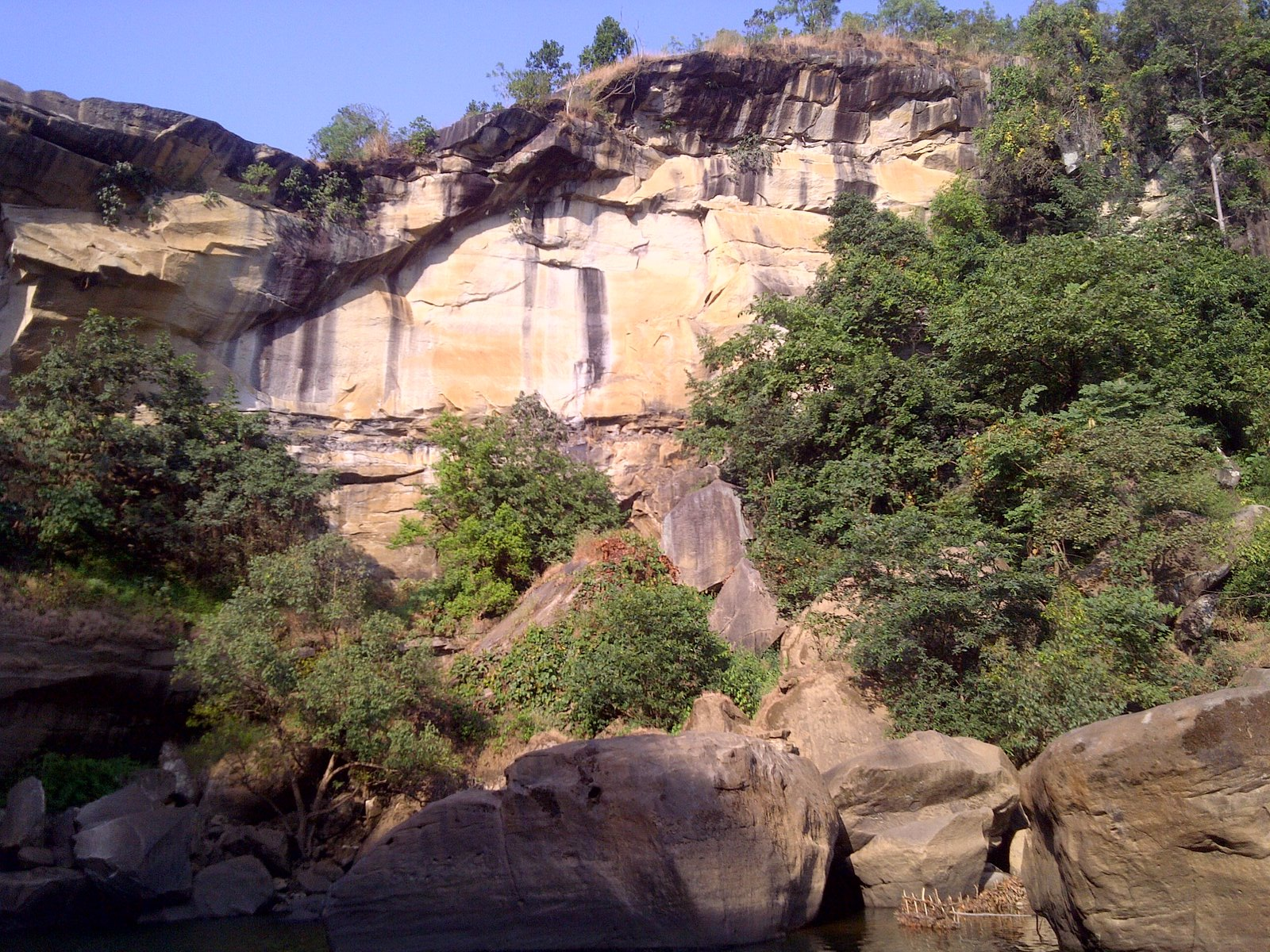
馬內恩德拉加爾觀光區

2005年9月3日，在比拉斯布尔区纳萨尔反叛组织与尼泊尔反叛者共同策划了一起地雷爆炸事件，导致23名警察丧生。
2006年2月28日，纳萨尔组织突袭了丹德瓦达区的数辆卡车，导致55名平民丧生，该事件也成为印度历史上受纳萨尔武装的袭击丧生人数最多的事件之一。在后继的纳萨尔武装的袭击中，仍有少民众丧生。
2006年3月25日，在坎克尔区纳萨尔武装策划了一起地雷袭击事件，一颗地雷在一辆吉普车通过时被引爆，13人丧生。
2006年4月28日，在丹德瓦达区50名人质被俘，其中13人被斩首，纳萨尔有重大嫌疑。
2010年5月切蒂斯格尔邦通过的一部法律中规定，任何宗教信仰的转变必须提前30天向相关机构通报。违反此条令的公民将被处以1年的监禁。根据BBC的报道，该邦民众宗教信仰的转变实为一个主要的政治问题。

## 经济
切蒂斯格尔邦2004年的经济总产值估计为120亿美元，在分裂后，这个矿产区占据了原中央邦30％的经济输出。
切蒂斯格尔邦境内有多家大型企业，诸如比莱钢铁厂（Bhilai Steel Plant）、SEC铁路区（S.E.C.Railway Zone）、BALCO铝业公司（BALCO Aluminium Plant，科尔巴）、国家热电有限公司（National Thermal Power Corporation Ltd，科尔巴）和SE煤炭公司（S.E. Coal Ltd），在分裂后，经济取得了进一步的增长。科尔巴区是一个国家级的电力中枢，为印度其他数个邦提供电力。然而切蒂斯格尔邦的电力短缺却十分严重，尤其在炎热的夏天供电很难保障，居住条件很差。切蒂斯格尔邦的南部地区铁矿丰富，丹德瓦达区有一家NMDC公司开采此处铁矿为印度市场提供原料，同时一部分铁矿也被送往日本等其他国家。近来ESSAR公司也已经开通了一条连通维萨格（vizag）的铁矿运输线路。

## 交通
切蒂斯格尔邦铁路网以比拉斯布尔为中心，通过赖加尔、杜尔格、詹吉查姆帕等几大城市连同印度各地。同时，比拉斯布尔也是印度东南地区的铁路运输中心。
该邦的公路建设发展较慢，孟买通向加尔各答的NH 6号公路穿越该邦，邦内另有一条连通赖普尔和维萨格的公路NH 43。
该邦的空中运输规模较小，首府赖普尔有全邦唯一一座商业运营机场，已开通了通往印度四个主要城市德里、孟买、加尔各答和金奈的航线。在本邦内，比拉斯布尔建有一座小型机场，比莱（Bhilai）、杰格德尔布尔（Jagdalpur）、苏古贾、科尔巴各建有简易跑道。

## 文化
切蒂斯格尔邦是印度发展较慢的邦之一，2001年人均收入约为250美元，城市人口约20％。大多数地区，一些基本生活设施缺乏，许多地区电话都没有接通，但在邦内几个主要地区，移动电话业务已经开通。
切蒂斯格尔邦有接近34％的设籍部落（Scheduled Tribe），12％的设籍阶级（Scheduled Caste），超过50％的其他背景的阶层。全部人口中超过96％的人口属于印度种姓（Hindu castespage）。该邦有多宗教教派，主要有萨特拿米教（Satnami）、Kabirpanth教、Ramnami Samaj教，其他教派主要为反对当地世袭统治的外来人群。
因为当地特色的社会形式和复杂的社会群体，切蒂斯格尔邦很受人类学家和社会学家偏爱。
在切蒂斯格尔邦，每到周日，许多集市将在一些特色的村庄举办，当地政府正在努力发展当地的特色农庄，鼓励私营机构对一些重要的遗址进行专业的管理和有效的维护。
- 查姆帕兰（Champaran），位于赖普尔的一个小镇，以宗教圣地闻名于世。

## 女性权益
切蒂斯格尔邦女性人口比例较高，在所有邦中位列第二位，农村人口中女性比例高于男性，城市人口中男性比例高于女性。
印度社会中，女性权益较多受到限制，但切蒂斯格尔邦乡村社会受印度教正统宗教影响较小，许多文化风俗都保有当地特色。因此尽管当地仍较为贫穷，但相对于印度许多其他邦而言，该邦的女性却享有相对较高的权利，女性较为独立，能够参与社会组织，发表社会言论，能够自主选择婚姻，甚至能够自主选择离婚。当地许多古老的庙宇都与女性有关，如：Shabari，摩诃摩耶（Mahamaya），Danteshwari等。
但是，当地的也同样有根据当地政府的调查资料显示，当地20岁至49岁妇女的平均结婚年龄在15.4岁，15岁至19岁的女孩结婚率高达34％。此外，当地的社会信仰普遍相信巫术的存在，女性则被认为能够使用某种超自然力，但一些人也质疑巫术的存在，称其为“Tonhi”，女性也经常因此而受到迫害。
随着经济的发展，知识的普及，尤其是一些国外移民的回归，许多倡导女权主义的观点也被逐步带入到印度社会之中，虽然切蒂斯格尔邦相对比较闭塞，但也仍旧受到一些影响，也取得了一定程度上的改善。
21世纪以后，切蒂斯格尔邦女性人口比率正逐年降低。
- 切蒂斯格尔邦男女比例为1901年1：1.046、1941年1：1.032、1981年1：0.996、2001年1：0.99；
- 同期的印度全国的男女比例为1901年1：0.972、1941年1：0.945、1981年1：0.934、2001年1：0.933。

## 语言
切蒂斯格尔邦的语言除了印度官方语言北印度语外，主要是一些大多数人通用的当地方言，但无论哪种语言都受到了北印度语的影响，与其有密不可分的关系。这些语言大致可归于几大语系，蒙达语族，南亚语系的一个分支）、德拉威语系和印欧语系，在切蒂斯格尔每一个语系都下属有数十种不同方言（总计93种）。其中，最主要的切蒂斯格尔语属于印欧语系并结合了很多蒙达语系和德拉威语系词汇。
切蒂斯格尔邦北部，三大语系的方言都有使用；切蒂斯格尔邦中部，仅有印欧语系的方言还在被使用；切蒂斯格尔邦南部，则德拉威语系和印欧语系的方言都有使用。根据语言学家H.L. Shukla的研究，蒙达语系的方言正进入加速消亡阶段；德拉威语系的方言中，帕尔吉语（Parji）也面临很严重的消亡的问题，库卢克语和龚德语（Gondi）则在艰难地生存；而印欧语系所面临的问题则是多种方言正在丢失他们的一致性。

### 蒙达语系
根据1971年印度人口普查，科尔库语（Korku）是有超过200,000人使用的主要的蒙达语系方言（尚不清楚这个统计是针对印度全国还是仅限于切蒂斯格尔邦）。另有卡里亚语（Kharia）和科尔巴语（也是切蒂斯格尔邦主要使用的蒙达语系方言。
与以上三种主要方言相比，慕阿斯语（Muasi）、图日语（Toori，赖加尔地区）、尼哈利－曼卡日语（Nihali-Mankari）、哈尔瓦日语（Khaerwari）、比好德语（Birhord）、科达库语（Kodaku，苏古贾地区）、德亥尔其语（Dhelki）、马哈托语（Mahto）、科拉－马吉语（Kora-Majhi）、蒙达语（Munda）和桑塔尔语（Santhali）等其他的蒙达语系方言，则为次方言或正在消亡的方言。
已知的唯一一个盖德巴语（Gadba）的使用者（在巴斯塔地区）已经在80岁时逝世。

### 德拉威语系
根据1971年印度人口普查，切蒂斯格尔邦有300,609人以库卢克语或奥昂语（Oraon）作为母语，约有30000人使用帕尔佳语（Parja）或杜尔比语（Dhurbi）。
龚德语是一种主要由龚德人使用的德拉威语，龚德族自称为Koitor或Koitol，因此语言学家H.L. Shukla也将他们的语言称作Koitor，并整理出了隶属于此语言之下的哆米语（Dormi）、丹达米－玛依语（Dandami-Maria）、胡依语（Bhuria）、布吉－玛依语（Abujh-Maria）、考亚语（Koya）和高图－穆里亚语（Ghotul-muriya）多种语言。
根据1961年印度人口普查，印度总共有3,900,000龚德人。1971年的人口普查显示他们中的三分之二都分布在中央邦。至今，几乎超过一半的龚德人还使用他们自己的方言。

### 印欧语系
在切蒂斯格尔邦93种方言中，有70种被归类于印欧语系，其中最主要的一种语言即为切蒂斯格尔语，其下又包括嘎依亚语（Agariya）、宾吉瓦依语（Binjhwari）、拜嘎尼语（Baigani）、布里亚语（Bhuliya）、拉依亚语（Lariya）、丹瓦尔语（Dhanwar）、潘卡语（Panka）、丁德瓦尔语（Dindwar）等许多方言。除此之外，与切蒂斯格尔语同属印欧语系的沙德里语（Sadri）也是各部族之间能够相互通用的一种语言，甚至从切蒂斯格尔邦和奥利沙邦到西孟加拉的范围内都有使用。此外，亥比语（Halbi）是在切蒂斯格尔南部地区各部族较为通用的一种语言（早前曾有不同的观点认为亥比语应定位为一个独立语系，但现在一般将其作为印欧语系的一种方言。），在1951年的人口普查中，调查发现有99％的亥比语使用者能够使用至少另外一种方言。